# Syntormon sulcipes
Syntormon sulcipes är en tvåvingeart som först beskrevs av Johann Wilhelm Meigen 1824.  Syntormon sulcipes ingår i släktet Syntormon och familjen styltflugor. Inga underarter finns listade i Catalogue of Life.